# The Plot Against America (miniserie)
The Plot Against America is een Amerikaanse miniserie uit 2020. De dramareeks is een productie van HBO en werd gebaseerd op de gelijknamige roman van auteur Philip Roth. De hoofdrollen worden vertolkt door Winona Ryder, Anthony Boyle, Zoe Kazan en Morgan Spector.

## Verhaal
De serie volgt een alternatieve geschiedenis van de Verenigde Staten. In 1940 wordt niet Franklin D. Roosevelt maar wel de xenofobe populist en luchtvaartpionier Charles Lindbergh verkozen als president van de Verenigde Staten, waarna die het land naar fascisme leidt. Het verhaal wordt verteld vanuit het standpunt van een joods arbeidersgezin uit New Jersey.

## Rolverdeling
| Acteur           | Personage                  |
| ---------------- | -------------------------- |
| Winona Ryder     | Evelyn Finkel              |
| John Turturro    | Rabbijn Lionel Bengelsdorf |
| Zoe Kazan        | Elizabeth "Bess" Levin     |
| Morgan Spector   | Herman Levin               |
| Anthony Boyle    | Alvin Levin                |
| David Krumholtz  | Monty Levin                |
| Azhy Robertson   | Philip Levin               |
| Caleb Malis      | Sandy Levin                |
| Ben Cole         | Charles Lindbergh          |
| Caroline Kaplan  | Anne Morrow Lindbergh      |
| Michael Kostroff | Shepsie Tirchwell          |
| Kristen Sieh     | Selma Wishnow              |
| Jacob Laval      | Seldon Wishnow             |
| Steven Maier     | Shushy Margulis            |
| Ed Moran         | Henry Ford                 |
| Orest Ludwig     | Joachim von Ribbentrop     |
| Billy Carter     | Walter Winchell            |

## Productie

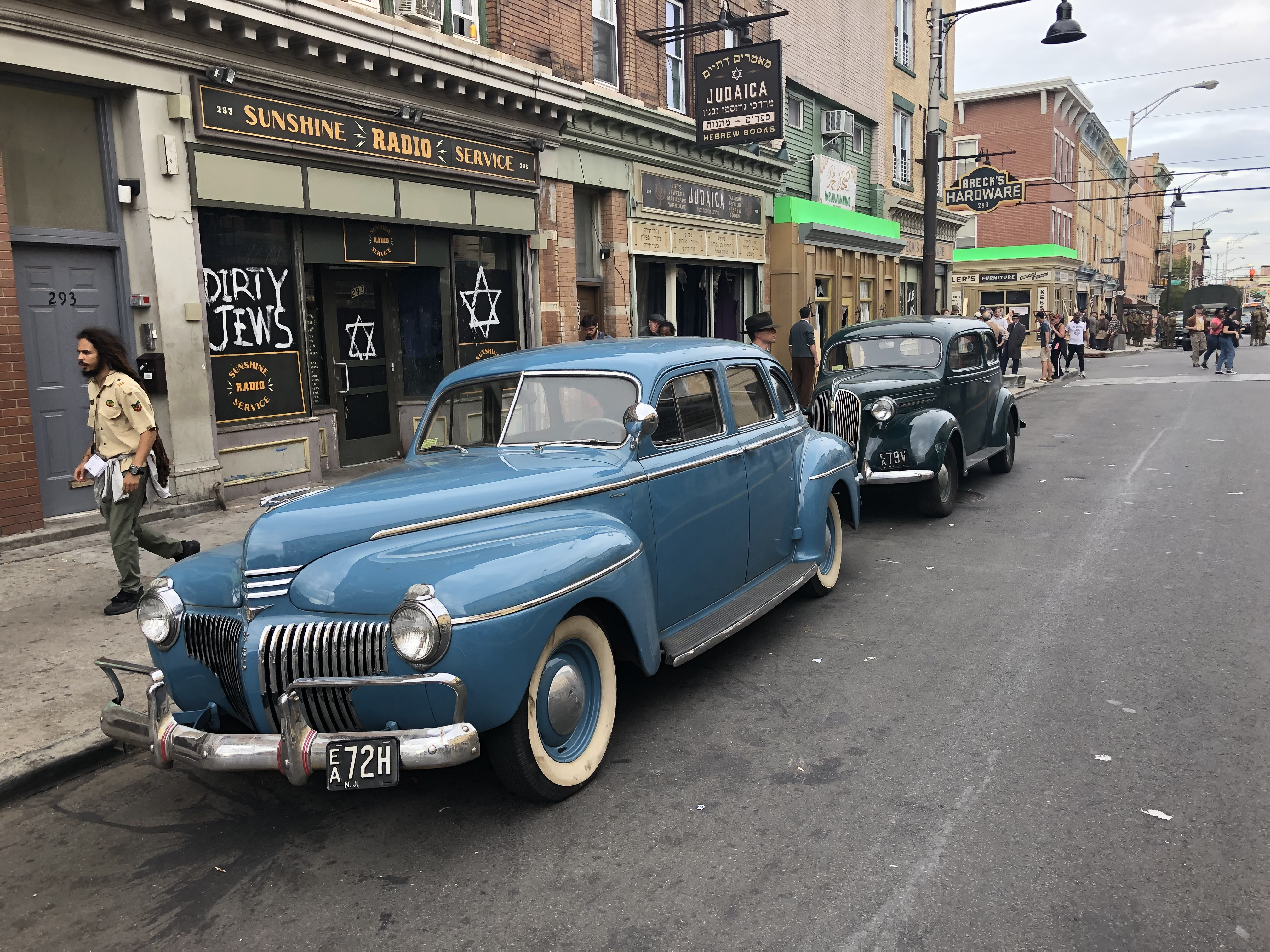
De opnames in Jersey City (augustus 2019).

In november 2018 raakte bekend dat televisiemaker David Simon van plan was om Philip Roths roman The Plot Against America (2004) (Nederlands: Het complot tegen Amerika) te verfilmen als een miniserie voor HBO. Een half jaar later, in april 2019, raakte de casting van onder meer Winona Ryder, John Turturro, Zoe Kazan en Anthony Boyle bekend. De opnames voor de zesdelige reeks vonden in het voorjaar en de zomer van 2019 plaats in New Jersey en New York. Er werd gefilmd in onder meer Paterson en Newark. Ook de synagoge Temple Beth-El in Jersey City werd als locatie gebruikt.
Op 16 maart 2020 ging de reeks in première op HBO.

## Afleveringen
| Afl. | Titel    | Regie           | Scenario                   | Première      |
| 1    | "Part 1" | Minkie Spiro    | David Simon, Ed Burns      | 16 maart 2020 |
| 2    | "Part 2" | Minkie Spiro    | David Simon, Ed Burns      | 23 maart 2020 |
| 3    | "Part 3" | Minkie Spiro    | Ed Burns                   | 30 maart 2020 |
| 4    | "Part 4" | Thomas Schlamme | David Simon, Reena Rexrode | 6 april 2020  |
| 5    | "Part 5" | Thomas Schlamme | Ed Burns                   | 13 april 2020 |
| 6    | "Part 6" | Thomas Schlamme | David Simon                | 20 april 2020 |